# Taenia pisiformis
Espèce
Taenia pisiformis est un ver plat proche du Taenia solium, ver plat du porc, et du Taenia saginata, celui du bœuf. L'adulte peut atteindre 2 mètres de long. L'hôte final du parasite est habituellement des carnivores comme le chien ou le chat. L'hôte intermédiaire est le lièvre ou le lapin, dans lequel on trouve des mesacestoides (l'état larvaire) appelé : cysticercus pisiformis. Il est présent dans le péritoine de l'hôte intermédiaire et peut être ingéré par l'hôte final quand il se nourrit des viscères d'un hôte intermédiaire infecté.

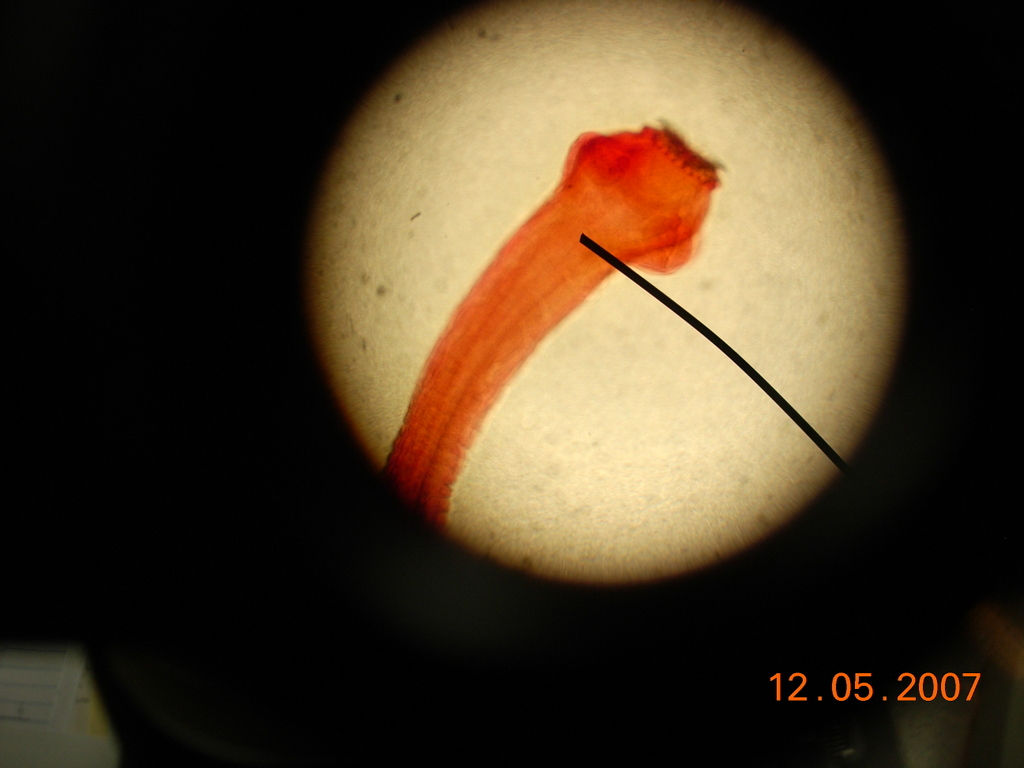
Taenia pisiformis scolex.
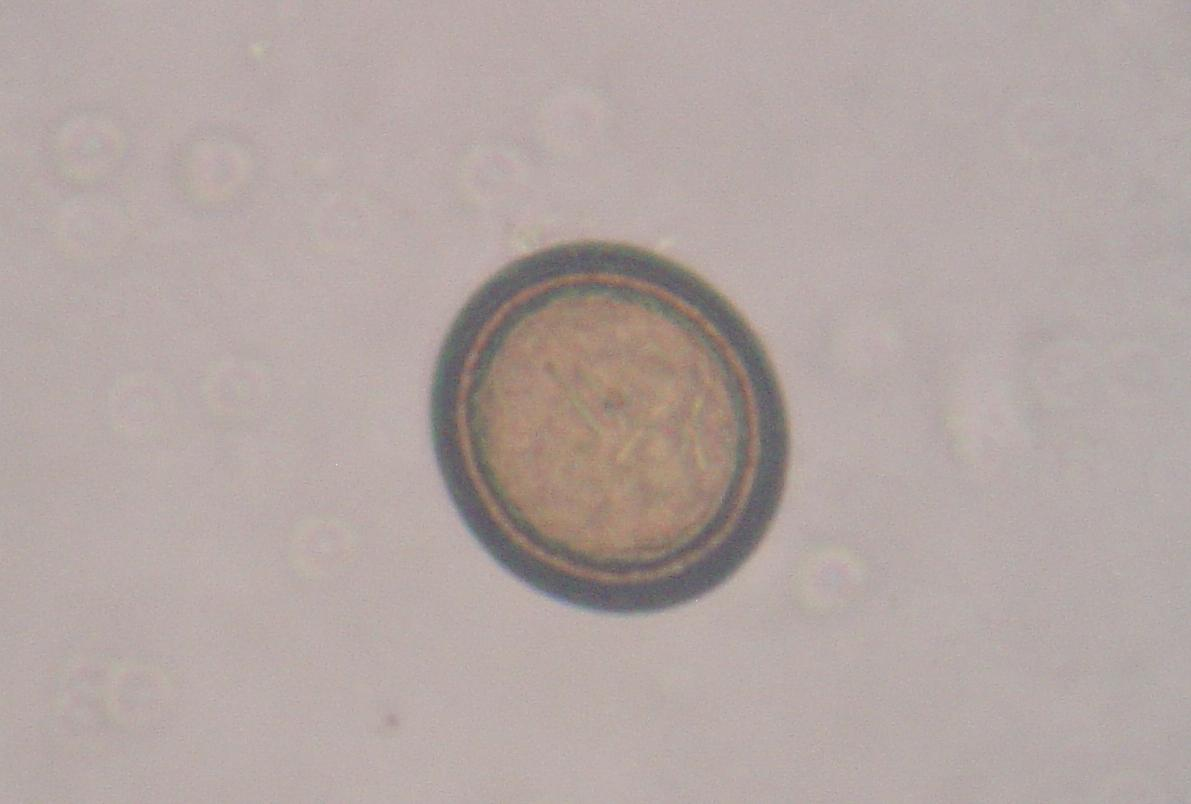
Œuf de Taenia pisiformis.